# Custonaci
Custonaci ist eine Stadt im Freien Gemeindekonsortium Trapani in der Region Sizilien in Italien mit 5258 Einwohnern (Stand 31. Dezember 2023).

## Lage und Daten
Custonaci liegt 20 km östlich von Trapani entfernt. Die Stadt bedeckt eine Fläche von 69 km². Diese leben hauptsächlich von der Landwirtschaft und der Gewinnung und Verarbeitung von Marmor.
Die Ortsteile sind Cornino, S. Lucia und Purgatorio. Die Nachbargemeinden sind Buseto Palizzolo, Castellammare del Golfo, San Vito lo Capo und Valderice.

## Geschichte
Der Ort entstand im 18. Jahrhundert durch Besiedlung von unbebautem Land.

## Sehenswürdigkeiten
Das Heiligtum der Madonna von Custonaci ist sehenswert, es war im 14. Jahrhundert ein Kultort. Im 16. Jahrhundert wurden Unterkünfte und Befestigungen gebaut um das Heiligtum zu besuchen.

## Veranstaltungen
Zwei Veranstaltungen sind für den Ort wichtig: das Fest der Madonna von Custonaci, welches Ende August stattfindet und die Presepe vivente, bei der in der Weihnachtszeit vor der Grotta Scurati am Fuß des Monte Cofano eine „lebendige Krippe“ dargestellt wird. Sie umfasst nicht nur die eigentliche Weihnachtsgeschichte mit der Heiligen Familie mit den Hirten, sondern an die hundert Menschen in historischen Kostümen stellen wie eine Neapolitanische Krippe das ganze Leben einer mittelalterlichen Ortschaft mit Handwerk, Landwirtschaft und so weiter dar.